# 존 웨일스 제퍼슨

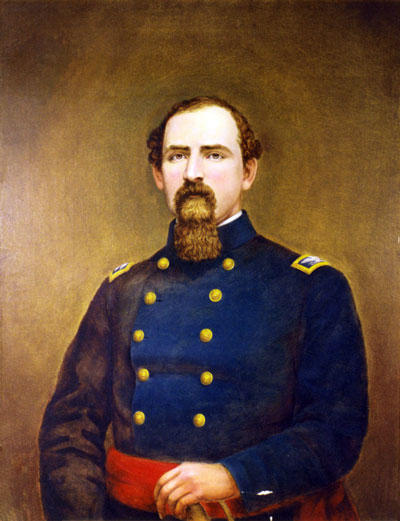
존 웨일스 제퍼슨

존 웨일스 제퍼슨(John Wayles Jefferson, 1835년 5월 8일 ~ 1892년 7월 12일)은 미국의 군인, 호텔리어, 커튼 브로커, 저널리스트이다. 남북전쟁 전에는 사업가로 활동했고, 남북전쟁 중에는 연방군 장교로 지원하여 대령까지 승진했다. 출생 당시 이름은 존 웨일스 헤밍스(John Wayles Hemings)였으나 1850년대에 가서 어느 시점에 성씨를 제퍼슨으로 바꾸고 제퍼슨의 후손으로도 아예 반쯤 공인되었다.
토머스 제퍼슨과 그의 흑인 노예인 샐리 헤밍스의 손자이고, 이스턴 헤밍스의 아들이다. 1924년까지 존재한 버지니아 법에 따라 그는 8분의 7 백인으로 인정되었다. 1836년 오하이오주 칠리 코시로 이주하였다. 1998년에 실시한 존의 형제 베벌리의 남계 후손과 제퍼슨의 형제 필드 제퍼슨 라인의 남계 후손의 Y-DNA 유전자 검사 결과 공통적된 남자 조상이 있었다는 것이 확인되었다. 이로서 토머스 제퍼슨의 자손임을 주장하던 그의 후손들은 정식으로 제퍼슨가의 사람으로 인정되었다.

## 생애
초기에 그는 호텔리어로 활동하였다. 26세 되던 해 그는 미국 육군에 자원 입대, 1861년 8월 26일 매디슨과 위스콘신의 대대를 지휘하였다. 위스콘신 8 보병대대를 지휘하는 동안 미국의 남북 전쟁이 발생, 그는 남북 전쟁의 연방군 지휘관의 한 사람으로 출정하였다. 1861년 9월 28일에 그는 소령으로 승진하고, 1863년 4월 23일에 중령, 1864년 6월 16일 대령으로 진급했다.
빅스버그와 고린도의 포위 공격 동안, 그는 전쟁의 중요한 전투에서 싸우다가 상처를 입었다. 그는 1864년 10월 11일에 위스콘신주 메디슨에서 퇴역하였다. 그의 동생 윌리엄 로스 제퍼슨은 또한 연합군의 군인으로 근무했다. 복무 기록에 따르면, 존 제퍼슨의 신체는 토마스 제퍼슨이 그러했듯 빨간 머리와 회색 눈을 했다. 제퍼슨은 자신의 전쟁 경험에 대해 출판하였고, 이후 저널리스트로 활동했다. 그는 나중에 매디슨에서 테네시주 멤피스로 이사, 그 곳에서 면 브로커와 컨티넨탈 면 회사를 운영하였다.
제퍼슨은 결혼하지 않고, 1892년 6월 12일에 죽었다. 그는 제퍼슨 가족의 묘지가 있는 위스콘신주 매디슨의 포레스트 힐 묘지에 안치되었다.

## 참조
1. ↑  Justus, Judith, Down from the Mountain: The Oral History of the Hemings Family Lesher Printers, Inc., 1999, p. 91